# Cascades de Krimml
Les cascades de Krimml (en allemand : Krimmler Wasserfälle) sont les plus hautes cascades d'Autriche avec une hauteur totale de 385 m. Elles sont situés à la périphérie de la ville de Krimml (land de Salzbourg), dans le parc national Hohe Tauern. Elles sont formés par le Krimmler Ache. L'eau coule ensuite dans la Salzach et atteint finalement l'embouchure de l'Inn.

## Géographie
Le torrent, après avoir parcouru un vallon suspendu à 1 470 m d'altitude, se précipite en trois cascades de 140 m , 100 m et 140 m. Le fait que les niveaux de cascade aient été préservés à cette altitude s’explique par le fait que la cascade se situe sur une zone où la roche (granite) est particulièrement dure (fenêtre des Tauern).

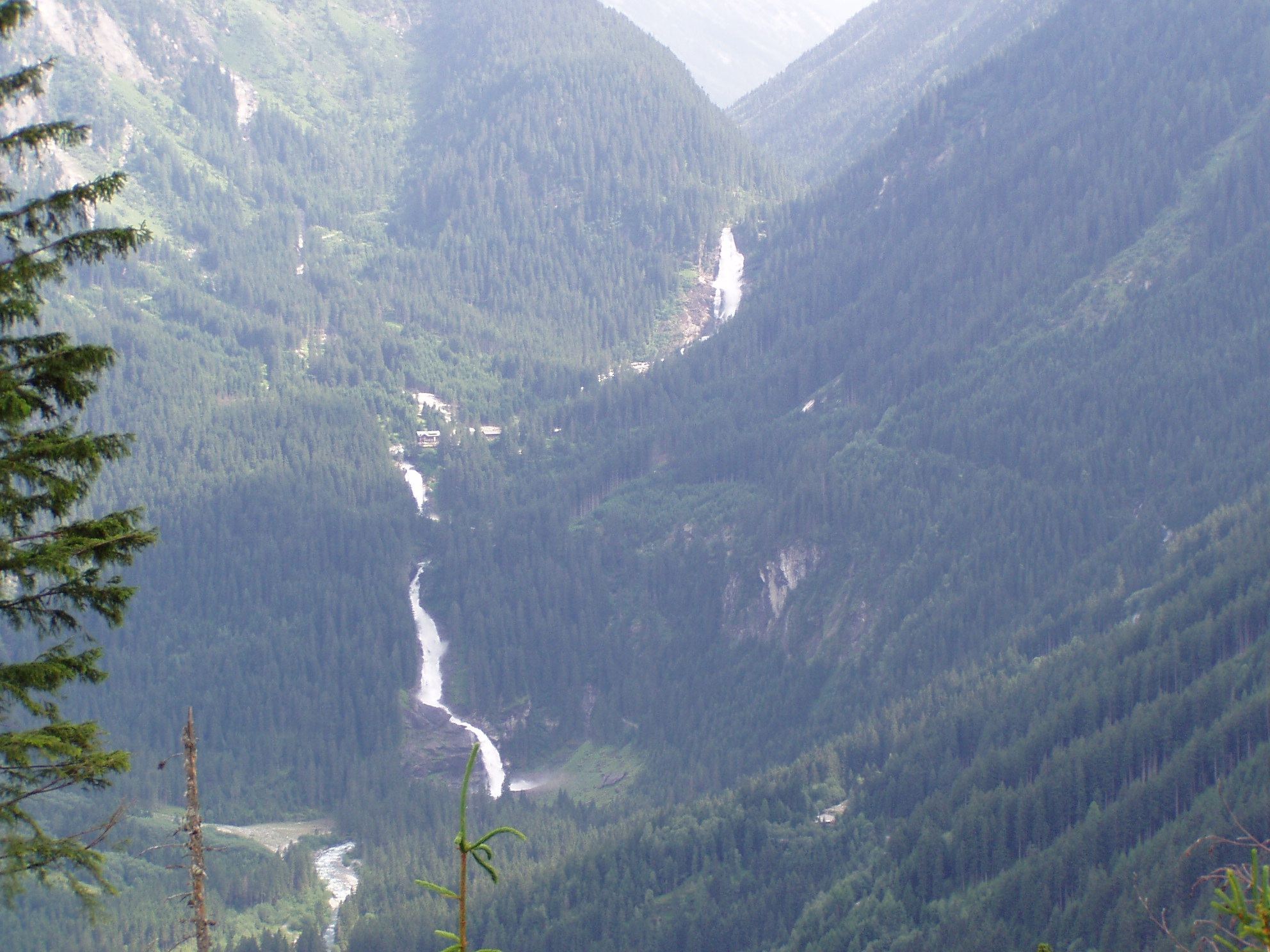
Chutes de Krimml - Vue générale.
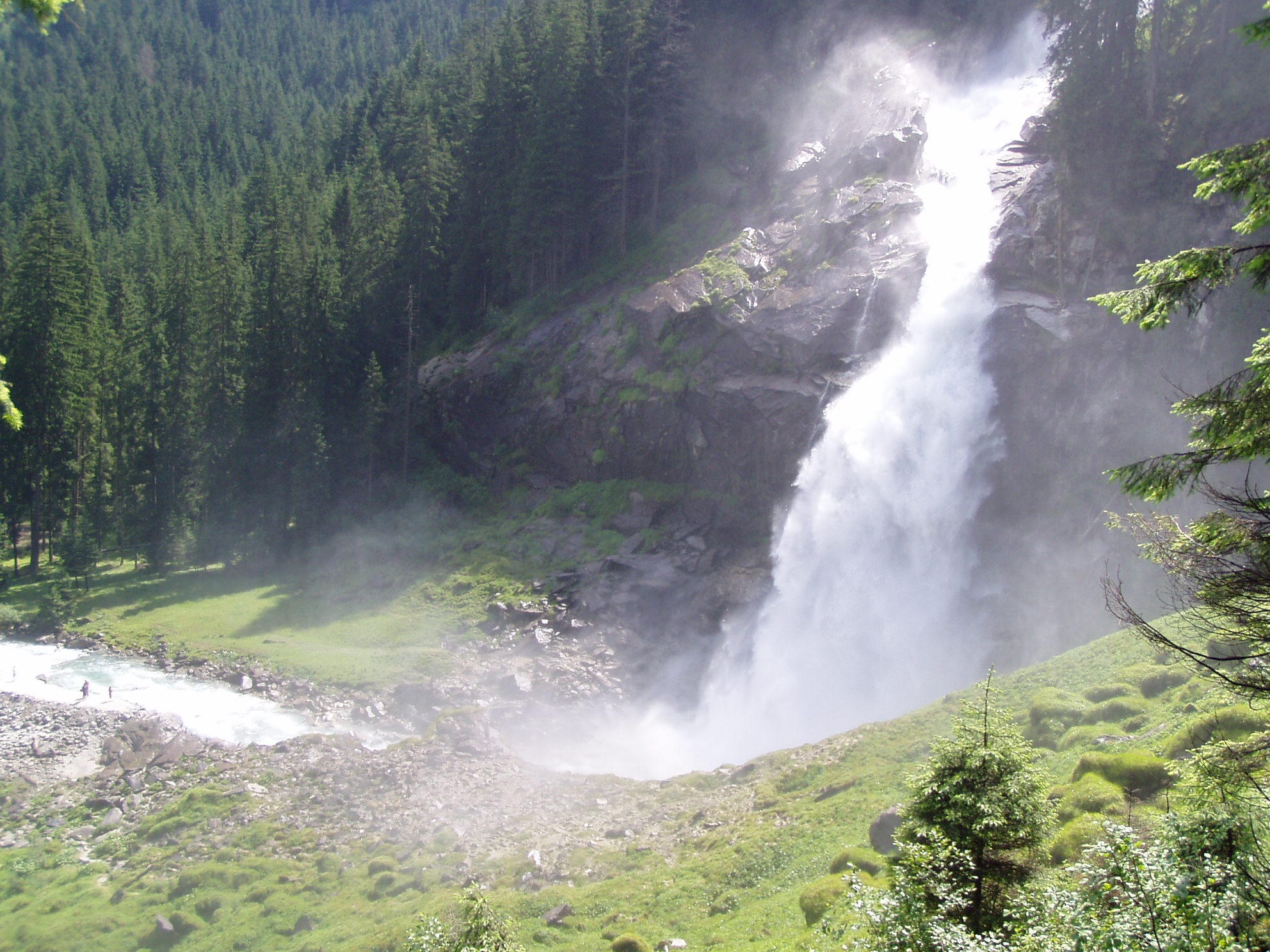
Chutes de Krimml - Cascade inférieure.
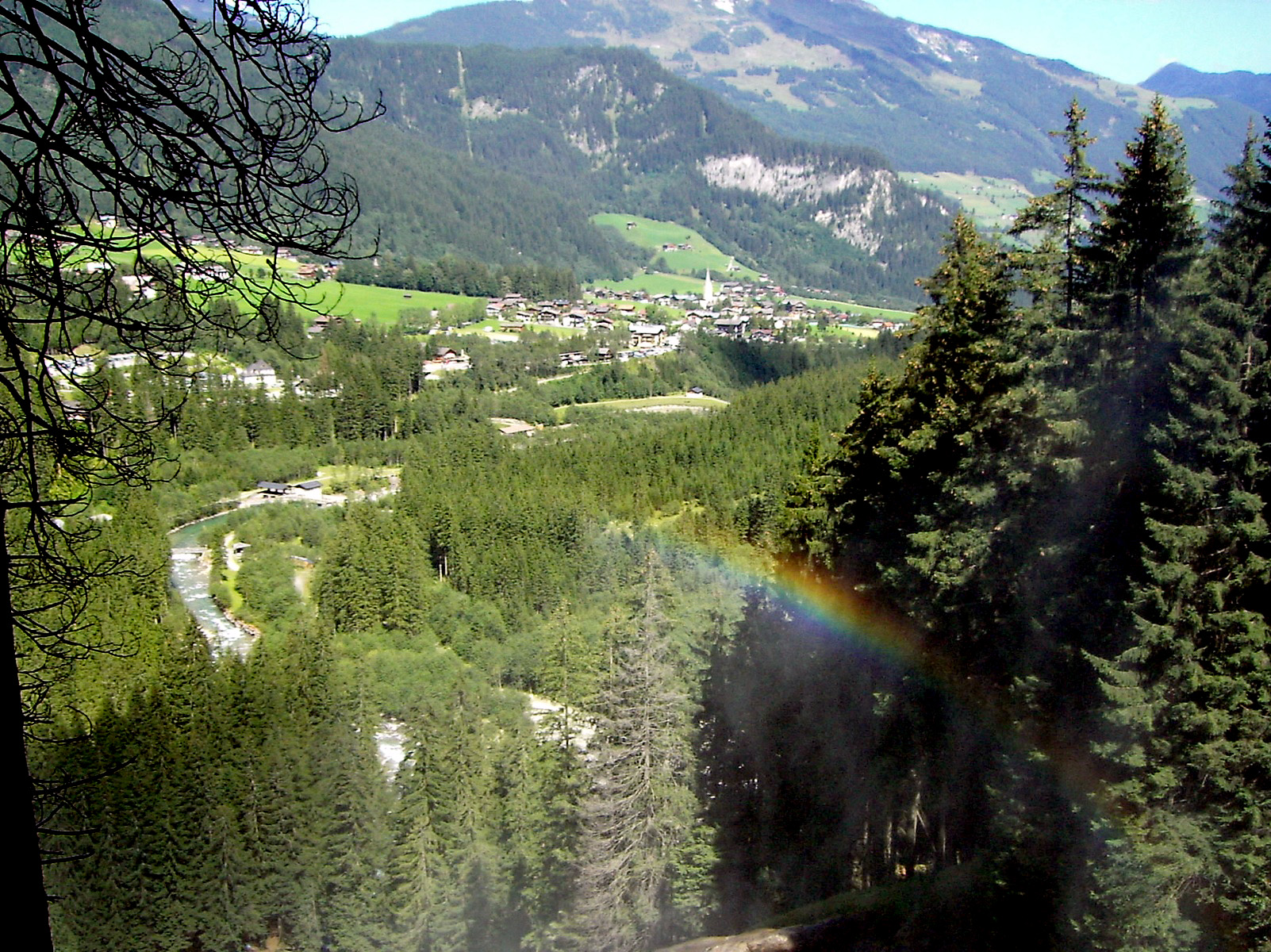
Le village de Krimml vu des chutes.

## Histoire
Déjà au Haut Moyen-Âge, il y a un sentier muletier le long des cascades et de l'Achental qui va au Krimmler Tauern (2 633 m), en direction de l'Italie. Les produits les plus importants sont le sel transporté au sud et le vin au nord. Le Krimmler Tauernhaus, toujours géré, est considéré comme une halte de repos importante pour la première fois en 1389.
Au XVIe siècle, le trafic de mulets sur le Krimmler Tauern est si important qu'un nouveau parcours est créé. La nature environnante n'intéresse pas les voyageurs. En conséquence, la Krimmler Tauernweg est créée : elle ne passe pas par les cascades.
Ce n'est qu'au XVIIIe siècle que les Anglais ont commencé à voyager volontairement, souvent pour des raisons scientifiques. Pour que les voyageurs puissent voir plus facilement les cascades de Krimmler sans grande difficulté, le gardien de Mittersill, Ignaz von Kürsinger, construit un passage vers la partie supérieure de la cascade aux alentours de 1835. En 1879, le club alpin allemand et autrichien de Pinzgau élargit la Krimmler Tauernweg à un chemin d'observation.
La chemin de Warnsdorf a ouvert en 1901. La construction était devenue nécessaire car après la construction du chemin de fer local de Zell am See à Krimml en 1897, le nombre de visiteurs avait considérablement augmenté (en 1905 : 8 600 visiteurs). À partir de 1904, le tronçon du sentier des cascades de Krimml a commencé à être payant pour  entretenir le chemin (en 1904 : 36 Heller, en 2018 : 4€). Le chemin passe maintenant près de la cascade et se termine par des serpentins étroits et escarpés. Par conséquent, les visiteurs doivent être en forme s'ils veulent remonter complètement la cascade. Plusieurs points d'observation offrent de très belles vues. Le chemin appartient à la section Warnsdorf / Krimml desAssociation du club alpin autrichien , qui s’occupe de la maintenance et de la sécurité.

## Débit
Le Krimmler Ache est un ruisseau glaciaire typique. 12 % de son bassin versant est recouvert de glace, ce qui entraîne une variation importante du débit de l'eau au cours des saisons. Le débit en juin et juillet est de l'ordre de 5,6 m3 s−1, il descend à moins de 0,14 m3 s−1 au moment des fortes gelées. Le débit le plus important à ce jour a été atteint lors de l'inondation du 25 août 1987, atteignant 166,7 m3 s−1, et entrainant des destructions massives. Le maximum quotidien de décharge se situe entre 21 et 24 heures, car l’eau met 9 à 12 h pour effectuer les 18 km qui sépare la langue du glacier de la cascade.

## Tourisme
Considérées comme les plus hautes d'Europe (en tout cas par leur débit), c'est un site très touristique et très bien aménagé : un chemin permet d'approcher les 3 chutes avec des belvédères rapprochés en un peu plus d'une heure aller.

### Nombre de visiteurs
Avec une moyenne de 400 000 visiteurs, les cascades de Krimml sont l’un des principaux attraits touristiques de l’Autriche, qui, outre les effets positifs sur l’économie locale, pose également des problèmes. Celles-ci incluent d'une part la charge de trafic, d'autre part les dommages causés à la bande de roulement et à l'érosion dans la zone de passage.

### Randonnées
Après l'ascension vers le haut des chutes le long du sentier de la cascade (environ une heure), il existe différentes possibilités de randonnée le long du Krimmler Ache : après deux heures, le Krimmler Tauernhaus (1 631 m) peut être atteint. De là, en suivant l'Achental, il est possible d'accéder au refuge Warnsdorfer (2 336 m) ou bien d'entrer dans le Rainbachtal et après trois heures, d'atteidre le refuge Richter (2 374 m).

## Guérison
Les molécules d'eau des cascades de Krimml sont négativement chargées par l'impact violent sur la roche et brisées en minuscules fragments. Par inhalation, elles pénètrent particulièrement profond dans les voies respiratoires. Le séjour à la cascade semble avoir des effets positifs et durables sur les allergies et l'asthme. Pour cette raison, les chutes d'eau ont été reconnues en 2015 par le gouvernement de l'État comme "un médicament naturel". Les preuves scientifiques d'un quelconque effet de guérison ont été émises par des experts, mais critiquées.